# ماه‌گرفتگی مه ۲۰۲۲
الگو:جعبه اطلاعات ماه‌گرفتگی
ماه‌گرفتگی مهٔ ۲۰۲۲ (انگلیسی: May 2022 lunar eclipse) یک ماه گرفتگی کامل است که در دوشنبه، ۱۶ مهٔ ۲۰۲۲، به عنوان اولین رویداد از دو ماه‌گرفتگی کامل در سال ۲۰۲۲ رخ می‌دهد. دومین ماه‌گرفت در ۸ نوامبر رخ خواهد داد.
این ماه‌گرفتگی تاریک خواهد بود و قسمت شمالی ماه از مرکز سایهٔ زمین می‌گذرد. این اولین ماه گرفتگی مرکزی ساروس ۱۳۱ است.

### ماه‌گرفتگی‌های ۲۰۰۱–۲۰۵۰
در این دورهٔ ۵۰ ساله ۱۰ ماه‌گرفتگی کامل رخ خواهد داد:
| ساروس | ماه‌گرفت     | دید | Chart |
| ----- | ----------- | --- | ----- |
| 128e  | 2007 Aug 28 |     |       |
| ۱۳۰   | 2011 Jun 15 |     |       |
| ۱۲۹   | 2018 Jul 27 |     |       |
| 131b  | 2022 May 16 |     |       |
| 136b  | 2022 Nov 08 |     |       |
| ۱۳۰   | 2029 Jun 26 |     |       |
| ۱۲۹   | 2036 Aug 07 |     |       |
| ۱۳۱   | 2040 May 26 |     |       |
| ۱۳۶   | 2040 Nov 18 |     |       |
| ۱۳۰   | 2047 Jul 07 |     |       |